# Bannaby
Bannaby é uma pequena cidade australiana localizada no estado da Nova Gales do Sul. A sua população, segundo o censo de 2011, era de 210 habitantes.